# 草分け
草分け（くさわけ）とは、最初に土地を開拓して村落を作った者及びその家のこと。柴切り（しばきり）・草切り（くさきり）など多くの異名を持つ。転じてある分野や専門の先駆者や物事を世の中で最初に始めた人のことを草分け的存在と呼ぶことがある。

## 概要
元来の草分けについては古文書などで確かめられる事例と平家落人伝説・新田開発など各種伝承と結び付けられた事例がある。後者の場合には特定の個人（あるいは家）を草分けとする例と複数人（あるいは家）とする例がある。複数の場合には7人（7軒）によるものとする伝承が多い（草分け七人・七人百姓）。
近代以前においては草分けとされる家（史実か否かは別として）が、代々名主・庄屋などの村役人の地位を占め、そうでない場合でも村内に複数の分家を有する宗家として発言力を有した。祭祀の場や土地・用水などの共有財産の利用権に関しても優先的な地位を占めた（そもそも、草分けが信仰していた宗教または草分け自身が人神としてそのまま地域の祭祀となった例が多い）。これは地方の村落に限らず、江戸においても徳川家康に従って町々の基礎を築いた草分名主・草分町人（主に北条氏以前からの町役人や徳川氏とともに三河国などの旧領国から移住してきた者）は、江戸幕府から町年寄に任じられ、江戸城での大きな祝い事の際には登城してその一端に参加することが許されていた。
近代以後の社会の変動や草分け家系の断絶によって、草分けそのものが忘れ去られた地域も少なくない。だが、一方で名望家として重んじられ、現代においても地域社会に一定の影響力を有する者もいる。